# Odnesbakken
Odnesbakken (tudi Flubergbakken) je zapuščena norveška skakalnica, ki se nahaja v kraju Odnes v občini Søndre Land v administrativni regiji Oppland. Na tej napravi je bil postavljen en moški in dva ženska svetovna rekorda.  

## Zgodovina
Skakalnica je bila zgrajena že leta 1926, povečana na današnjo velikost pa leta 1955. Kasneje so napravo obnovili še v letih 1986 in 2002 za potrebe Norveškega državnega prvenstva. 
Leta 2008 so skakalnico podrli. Leta 2007 je lastnik klub Fluberg IL hotel celo zadevo prodati na spletni dražbi a žal ni uspel. Tako je skakalnica danes le še spomin.

## Svetovni rekordi
- 1931  Birger Ruud 76,5 m
- 1931  Johanne Kolstad 46,5 m (ženski rekord)
- 1989  Merete Kristiansen 111 m (ženski rekord)